# Chlorita moganica
Chlorita moganica är en insektsart som först beskrevs av Dlabola 1957.  Chlorita moganica ingår i släktet Chlorita och familjen dvärgstritar.
Artens utbredningsområde är Turkiet. Inga underarter finns listade i Catalogue of Life.